# Middagsgrunnan
Middagsgrunnan är ett skär i Åland (Finland). Det ligger i den nordvästra delen av landskapet, 40 km norr om huvudstaden Mariehamn.
Terrängen runt Middagsgrunnan är platt. Havet är nära Middagsgrunnan åt nordväst. Trakten är glest befolkad. Närmaste större samhälle är Geta, 9,3 km sydost om Middagsgrunnan. 
I omgivningarna runt Middagsgrunnan växer i huvudsak barrskog.